# آبشار ترنر
آبشار ترنر (به انگلیسی: Turner Falls) آبشاری است که در بزرگراه میان‌ایالتی ۳۵، ایالات متحده آمریکا واقع شده و ارتفاع کلی ریزشگاه آن 77 feet است.